# Ujong Padang
Ujong Padang is een bestuurslaag in het regentschap Nagan Raya van de provincie Atjeh, Indonesië. Ujong Padang telt 959 inwoners (volkstelling 2010).